# Jafar Salmani
Jafar Salmani (in persiano جعفر سلمانی‎; Shadegan, 12 gennaio 1997) è un calciatore iraniano, attaccante dell'Esteghlal.

## Caratteristiche tecniche
È un'ala sinistra.

## Carriera

### Club
Cresciuto nel settore giovanile del Sanat Naft Abadan, debutta in prima squadra il 2 marzo 2018 in occasione dell'incontro del campionato iraniano vinto 4-1 contro l'Siah Jamegan.
Il 20 dicembre 2020 viene acquistato a titolo definitivo dal Portimonense, dove ritrova il suo ex allenatore Paulo Sérgio.

## Statistiche
Statistiche aggiornate al 6 maggio 2021.

### Presenze e reti nei club
| Stagione                 | Squadra                  | Campionato               | Campionato | Campionato | Coppe nazionali | Coppe nazionali | Coppe nazionali | Coppe continentali | Coppe continentali | Coppe continentali | Altre coppe | Altre coppe | Altre coppe | Totale | Totale | Totale |
| Stagione                 | Squadra                  | Comp                     | Pres       | Reti       | Comp            | Pres            | Reti            | Comp               | Pres               | Reti               | Comp        | Pres        | Reti        | Pres   | Reti   |        |
| ------------------------ | ------------------------ | ------------------------ | ---------- | ---------- | --------------- | --------------- | --------------- | ------------------ | ------------------ | ------------------ | ----------- | ----------- | ----------- | ------ | ------ | ------ |
| 2017-2018                | Sanat Naft Abadan        | LP                       | 2          | 0          | CI              | 0               | 0               |                    | -                  | -                  |             | -           | -           | 2      | 0      |        |
| 2018-2019                | Sanat Naft Abadan        | LP                       | 23         | 2          | CI              | 2               | 2               |                    | -                  | -                  |             | -           | -           | 25     | 4      |        |
| 2019-2020                | Sanat Naft Abadan        | LP                       | 29         | 1          | CI              | 1               | 0               |                    | -                  | -                  |             | -           | -           | 29     | 1      |        |
| Totale Sanat Naft Abadan | Totale Sanat Naft Abadan | Totale Sanat Naft Abadan | 54         | 3          |                 | 3               | 2               |                    | -                  | -                  |             | -           | -           | 57     | 5      |        |
| 2020-2021                | Portimonense             | PL                       | 11         | 1          | CP              | 0               | 0               |                    | -                  | -                  |             | -           | -           | 11     | 1      |        |
| Totale carriera          | Totale carriera          | Totale carriera          | 65         | 4          |                 | 3               | 2               |                    | -                  | -                  |             | -           | -           | 68     | 6      |        |

### Cronologia presenze e reti in nazionale
| Cronologia completa delle presenze e delle reti in nazionale ― Iran | Cronologia completa delle presenze e delle reti in nazionale ― Iran | Cronologia completa delle presenze e delle reti in nazionale ― Iran | Cronologia completa delle presenze e delle reti in nazionale ― Iran | Cronologia completa delle presenze e delle reti in nazionale ― Iran | Cronologia completa delle presenze e delle reti in nazionale ― Iran | Cronologia completa delle presenze e delle reti in nazionale ― Iran | Cronologia completa delle presenze e delle reti in nazionale ― Iran |
| Data                                                                | Città                                                               | In casa                                                             | Risultato                                                           | Ospiti                                                              | Competizione                                                        | Reti                                                                | Note                                                                |
| ------------------------------------------------------------------- | ------------------------------------------------------------------- | ------------------------------------------------------------------- | ------------------------------------------------------------------- | ------------------------------------------------------------------- | ------------------------------------------------------------------- | ------------------------------------------------------------------- | ------------------------------------------------------------------- |
| 30-3-2021                                                           | Teheran                                                             | Iran                                                                | 3 – 0                                                               | Siria                                                               | Amichevole                                                          | -                                                                   | 73’                                                                 |
| 2-9-2021                                                            | Teheran                                                             | Iran                                                                | 1 – 0                                                               | Siria                                                               | Qual. Mondiali 2022                                                 | -                                                                   | 46’                                                                 |
| Totale                                                              |                                                                     | Presenze                                                            | 2                                                                   |                                                                     | Reti                                                                | 0                                                                   |                                                                     |